# 贾朝华
贾朝华（1960年6月—），男，上海人，中国数学家，中国科学院大学教授、博士生导师。主要从事解析数论与组合数论研究。

## 生平
1978年考入北京邮电学院，1982年考取北京大学数学系研究生，师从潘承彪教授，1984年获得理学硕士学位。1988年2月在北京大学获得理学博士学位，学科专业为基础数学，指导教师是程民德教授，论文《小区间中整数的最大素因子》。1988年至1991年在中国科学院数学研究所从事博士后研究，此后留所工作，1993年晋升研究员。在小区间中哥德巴赫数的例外集问题、小区间上的三素数定理、小区间中的素数分布等方面取得了国际领先的成果。1991年中国科学院青年科学家二等奖。1998年获国家杰出青年科学基金。